# Mont-Wright
Pour les articles homonymes, voir Wright.
Cet article concerne l'ancienne montagne du Québec, le hameau et la mine associés. Pour la montagne située sur Pluton, voir Mont Wright.
Mont-Wright est un hameau de la ville de Fermont sur la Côte-Nord au Québec au Canada. Le mont Wright est une montagne entièrement arasée puis excavée du fait de l'extraction du minerai de fer de la mine de Mont-Wright. De nos jours, la mine est gérée par ArcelorMittal Exploitation minière Canada.

## Toponymie
Le nom « Wright » est le nom d'un pilote de brousse qui s'est tué lors d'un écrasement d'avion dans la région en 1952.

## Histoire
La Compagnie Minière Québec Cartier inaugura l'aménagement minier du Mont-Wright en 1970.

## Exploitation minière
Le site minier de Mont-Wright est une mine de fer à ciel ouvert de 24 km2 opérée par ArcelorMittal Exploitation minière Canada. Le site comprend également un concasseur et un concentrateur.

## Annexe